# Білокоровичі
Білокоро́вичі (раніше — Білокуровичі) — село в Україні, адміністративний центр Білокоровицької сільської територіальної громади Коростенського району Житомирської області. Кількість населення становить 2090 осіб. В минулому — адміністративний центр колишніх однойменних волості та сільської ради.

## Географія
Розкинулося на берегах річки Жерев, за 40 км від Олевська та 3 км від залізничної станції Білокоровичі. Через село проходить автошлях Коростень—Олевськ.

## Населення
Відповідно до результатів перепису населення Російської імперії 1897 року, загальна кількість мешканців села становила 1 755 осіб, з них: православних — 1 676, чоловіків — 891, жінок — 864.
Станом на 1885 рік в селі мешкало 988 осіб, налічувалось 140 дворових господарств, у 1900 році — 1 158 мешканців та 172 двори.
У 1906 році кількість населення становила 1 911 осіб, дворів — 299, у 1923 році — 2 597 осіб, кількість дворів — 464.
Станом на 1972 рік, кількість населення становила 3 900 осіб, дворів — 991.
Відповідно до результатів перепису населення СРСР, кількість населення, станом на 12 січня 1989 року, становила 3 078 осіб, станом на 5 грудня 2001 року, відповідно до перепису населення України, кількість мешканців села становила 2 520 осіб.
Станом на 01.01.2017 р. — 2178 осіб.

### Мова
Розподіл населення за рідною мовою за даними перепису 2001 року:
| Мова       | Відсоток |
| ---------- | -------- |
| українська | 99,09 %  |
| російська  | 0,71 %   |
| вірменська | 0,12 %   |
| білоруська | 0,04 %   |

## Історія
Від 1525 року перебувало у власності родини Султанів. Згадується в акті 1545 року — описі приписаних до Овруцького замку боярів, міщан, селян, земель, а також повинностей, як власність Богдана Стежневича. У 1545 році село дало до Овруча 6 служб та 4 каді меду, у 1581 році Султан заплатив податок із шести селищ та двох «загродників», по 6 грошів. В 1607 році тут випалювали попіл. У 1618 році село ще належало Султанам, згодом перейшло до Немиричів. Немиричі володіли селом ще у 1771 році — тоді, 20 січня 1771 року, Тадеуш Немирич надав ерекцію для церкви.
Станом на 1885 рік — колишнє державне село Жубровицької волості Овруцького повіту Волинської губернії, на річці Жерев. В селі була православна церква, водяний млин.
В кінці 19 століття — Білокуровичі (пол. Białokurowicze), село Жубровицької волості Овруцького повіту, біля витоку річки Жерев, за 60 верст від Овруча, 100 верст від Житомира та 160 верст від найближчої залізничної станції Бердичів. Найближча поштова станція розміщувалася в Іскорості, за 60 верст. В селі були дерев'яна, покрита бляхою, церква (час будови невідомий) та каплиця. Землі при церкві 42 десятини. До православної парафії належали села Великий Дивлин (6 верст), Малий Дивлин (7 верст), слобода Топільня (12 верст) та Рудня-Злотина (12 верст). Дворів — 275, православних — 2 124, римокатоликів — 38. Сусідні парафії — Червона Волока (12 верст) та Радовель (12 верст).
З 1905 року — волосний центр Білокуровицької волості, що раніше називалася Жубровицькою. У 1906 році — Білокуровичі (рос. Белокуровичи), село Білокуровицької волості (4-го стану) Овруцького повіту Волинської губернії. Відстань до повітового центру, м. Овруч, становила 75 верст. Найближче поштово-телеграфне відділення розташовувалося в містечку Іскорость.
У 1923 році увійшло до складу новоствореної Білокоровицької сільської ради, котра, від 7 березня 1923 року, стала частиною новоутвореного Олевського району Коростенської округи; адміністративний центр сільської ради. Розміщувалося за 32 версти від районного центру, міст. Олевськ.
Протягом 1927—1931 років у селі діяв Білокоровицький лісовий технікум, створений як Білокоровицька однорічна лісова школа. Заняття розпочались 1 жовтня 1927 року, до 1 вересня 1929 року побудували двоповерхове навчальне приміщення школи. 8 травня 1930 року відбувся перший випуск — 27 випускників отримали кваліфікацію технік лісового господарства. У 1929—30 роках на базі школи утворили Ліспромгоспуч, котрий, у травні 1931 року, перетворено в Білокоровицький лісовий технікум. У жовтні 1931 року, в зв'язку з інтенсивним будівництвом оборонної «лінії Сталіна», технікум переведено до Малинського району, на хутір Гамарня, з перетворенням на Малинський лісотехнічний коледж.
Під час організованого радянською владою Голодомору 1932—1933 років померло щонайменше 15 жителів села.
На фронтах Другої світової війни воювали 305 мешканців села, з них 193 загинули, 161 нагороджено орденами та медалями. На їх честь споруджено два пам'ятники на братських могилах.
В радянські часи в селі розміщувалася центральна садиба колгоспу, в користуванні якого перебувало 6,6 тисяч га угідь, в тому числі 2 тисячі ріллі, працювали допоміжні підприємства — пилорама, млин, добування торфу. Колгосп спеціалізувався на вирощуванні зернових культур, льону та картоплі, мав розвинуте м'ясо-молочне виробництво. Діяли середня школа, дві бібліотеки, дві лікарні, пологовий будинок та аптека.
23 липня 1991 року, відповідно до постанови Кабінету Міністрів Української РСР № 106 «Про організацію виконання постанов Верховної Ради Української РСР…», село віднесене до зони гарантованого добровільного відселення (третя зона) внаслідок аварії на Чорнобильській АЕС.
25 липня 2016 року увійшло до складу Білокоровицької сільської територіальної громади Олевського району Житомирської області, адміністративний центр громади. Від 19 липня 2020 року, разом з громадою, в складі новоствореного Коростенського району Житомирської області.

## Відомі люди
- Манкін Валентин Григорович (1938—2014) — яхтсмен, триразовий чемпіон Олімпійських ігор, переможець чемпіонатів світу і Європи, заслужений майстер спорту СРСР, заслужений тренер СРСР, неодноразовий чемпіон СРСР (з 1959 по 1981 роки).
- Стецюк Олександр Михайлович (1941—2007) — композитор, педагог, диригент, член Спілки композиторів України, Заслужений діяч мистецтв України.
- Федорова Ніна Іванівна (1907—1993) — українська художниця-керамістка.
- Шибецький Петро Миколайович (1979—2015) — солдат Збройних сил України, учасник російсько-української війни[18].